# Christian Daniel Erhard

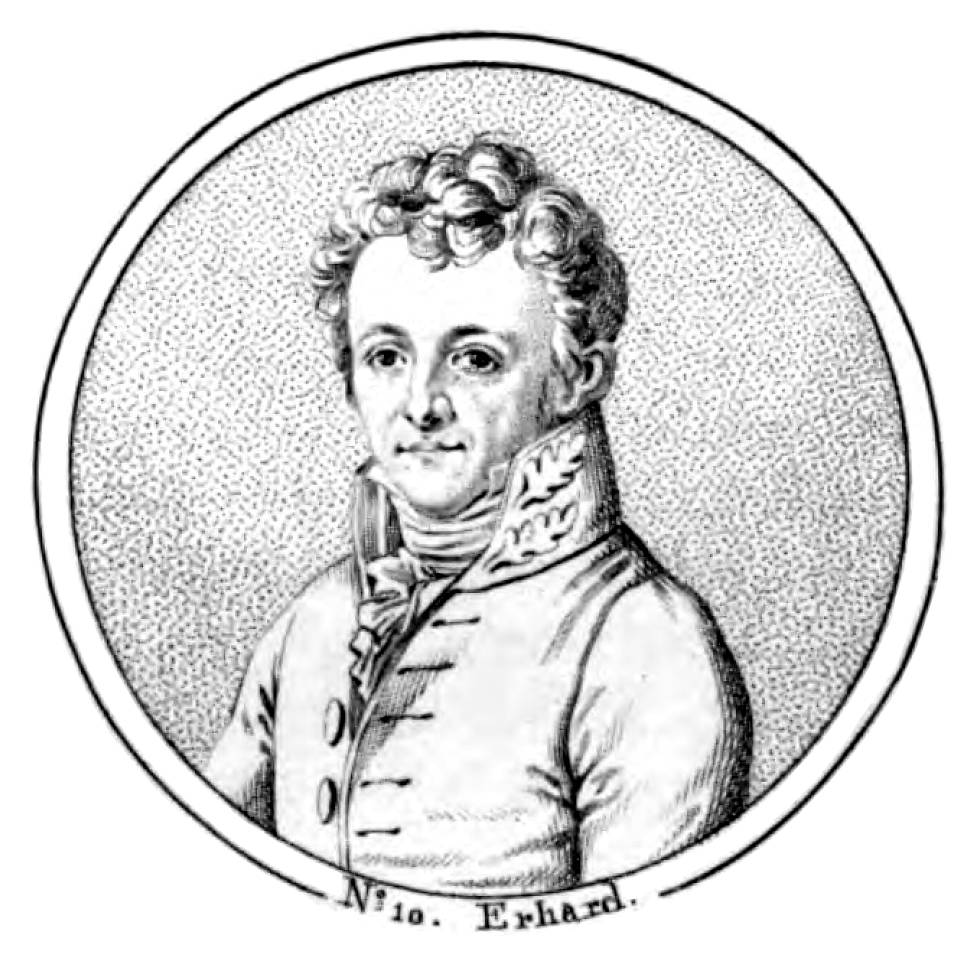
Christian Daniel Erhard

Christian Daniel Erhard (* 6. Februar 1759 in Dresden; † 17. Februar 1813 in Leipzig) war ein deutscher Rechtswissenschaftler und Dichter.

## Leben
Christian Daniel wurde als Sohn des gleichnamigen kurfürstlich sächsischen Hofjuweliers und dessen Frau Christina Dorothea, die Tochter des Dresdner Hof- und Modelltischlers Johann Peter Höse (* 1686 in Hayna bei Leipzig; † 1761 in Dresden), geboren. Anfänglich durch Privatlehrer ausgebildet, begann er am 18. Mai 1778 an der Universität Leipzig ein Studium der Philosophie und Rechtswissenschaften. Als Schüler von Carl Gottfried von Winkler (1722–1790) wurde er 1781 Baccalaureus der Rechte, am 5. Februar 1782 Magister der Philosophie, promovierte im selben Jahr am 28. Februar zum Doktor der Rechte und habilitierte sich. Anschließend hielt er rechtswissenschaftliche Vorlesungen, wurde Advokat am Oberhofgericht und 1783 auch Beisitzer im Niederlausitzer Landgericht.
1787 erhielt er eine außerordentliche Professur an der Leipziger juristischen Fakultät, 1793 wurde er fünfter ordentlicher Professor. 1797 wurde er Professor und damit verbunden Beisitzer der Juristenfakultät sowie Beisitzer des Oberhofgerichts. Nachdem er 1809 zum Professor des Kriminalrechts (vorher 3. Prof. Pandekten) geworden war, wurde ihm der Titel eines Oberhofgerichtsrats verliehen. Erhard war so Domherr in Naumburg geworden und erhielt später die Ernennung zum kaiserlich russischen Kollegienrat. Er hatte sich auch den organisatorischen Aufgaben der Leipziger Hochschule beteiligt und war in den Wintersemestern 1797/98 und 1806/07 Rektor der Alma Mater. In seiner Funktion als Rektor der Universität 1797 veranlasste er, dass die Vorderseite des Paulinerkollegiums neu erbaut wurde und erwirkte hierzu eine landesherrliche Unterstützung von 10000 Talern. Zwei Tage nach der Schlacht von Jena 1806 zum Rektor gewählt, erreichte er bei Napoleon in Berlin Schutz und Bewahrung der Leipziger Universität. Die Universität sollte Lieferungen und Kontributionen an die französischen Kriegkommissarien erbringen. Napoleon sicherte in einer Erhard gegebenen Audienz der Akademie den ungestörten Genuss ihrer Privilegien und Freiheiten zu.
Erhard hatte sich in seiner Zeit durch den Entwurf eines Kriminalgesetzbuch für Sachsen und durch die Übersetzung des Code de Commerce einen Namen als Verfassungsrechtler gemacht. Er galt als ein eleganter Jurist, der durch vielseitige Bildung, Witz und seine Form im geselligen Umgang auch außerhalb der gelehrten Kreise als Gelegenheitsdichter sowie als Herausgeber der Amalthea – Zeitschrift für Wissenschaften und Geschmack (1789–90) eine Rolle spielte. Ebenso entwarf er 1803 den Plan zur neuen „Leipziger Literaturzeitung“ und Organisation ihrer Redaktion.
Erhard unterhielt in seinem Haus während des Winterhalbjahres etliche Privatzirkel zur literarischen Unterhaltung und zum geselligen Vergnügen. Eingeladen waren die gebildetsten und angesehensten Familien Leipzigs. Zudem stand er mit den Dichtern Christoph Martin Wieland, Friedrich Schiller und Johann Wolfgang von Goethe in freundschaftlichen Kontakt.
Erhard engagierte sich in verschiedenen Leipziger Gesellschaften. So war er Mitglied der Leipziger Freimaurerloge „Minerva zu den drei Palmen“. In zahlreichen Gedichten lobte er die Vorzüge der „Maurerei“. Er war Mitglied einer Leipziger Lesegesellschaft „Journalgesellschaft“ Sprachgesellschaft Deutsche Gesellschaft und 1809 deren Direktor. 1807 stiftete er eine Privatgesellschaft zum Studium der gesamten Staatswissenschaften – das „Staatswissenschaftliche Institut“ zur „Bildung und Vorbereitung der Jünglinge zu allen Theilen der Staatsverwaltung“.
Erhard war zwei Mal verheiratet. Seine erste Ehe schloss er 1782 mit einer Tochter des kurfürstlich sächsischen Hofrates Johann Daniel Ritter. Da seine erste Frau im Folgejahr starb, ging er eine zweite Ehe sein. Aus seiner Zweiten Ehe mit der Tochter des Stabsarztes Müller in Dobschütz, stammt eine Tochter.

## Werke
- Handbuch des chursächsischen peinlichen Rechts, 1789, 2. Aufl., 1832
- Versuch über das Ansehen der Gesetze und die Mittel ihnen solches zu verschaffen und zu erhalten. 1791
- Betrachtungen über Leopolds des weisen Gesetzgebung in Toskana. 1791
- Nöthige Erinnerungen an den Verfasser des Anonymischen an se. Churfürstl.: Durchl. Zu Sachsen gerichteten Aufsatzes über die Annahme der pohlnischen Krone. 1792
- Versuch einer Kritik des allgemeinen Gesetzbuchs für die preußischen Staaten, 1792
- Handbuch des Preußisch-Brandenburgischen Civilrechts, 1793
- Betrachtungen über die Regierungsformen. 1793
- De ampliationibus Judiciorum Publicorum apud Romanos Exercitatio. 1793
- Freymaurergebete beym Schlusse des 18. Jahrhunderts. Leipzig 1800
- Gedicht dem Vater des Vaterlandes. Leipzig 1807
- Cantate zu Säcularfeyer der Universität Leipzig gesungen beym feierlichen Gottesdienste in der Paulinerkirche. Leipzig 1809
- dem Könige, am ersten Tage des fünften Jahrhunderts seiner Universität Leipzig. Leipzig 1809
- Entwurf eines Gesetzbuchs über Verbrechen und Strafen für die zum Königreiche Sachsen gehörigen Staaten. 1816
- Nachgelassenen Gedichte. 1823, gab Ch. G. E. Friederici mit Biographie heraus.

### Herausgeberschaften
- Napoleons I, Kaisers der Franzosen, Königs von Italien und Protectors des Rheinbundes bürgerliches Gesetzbuch : nach der neuesten officiellen Ausgabe verdeutscht und nebst den von dem französischen Rechtsgelehrten Herrn Dard jedem Artikel beygefügten Parallelstellen des römischen und ältern französischen Rechts, auch seinen eignen Bemerkungen und einem vollständigen Sachregister. 1808
- Napoleons I. Bürgerliches Gesetzbuch (code Napoléon)
- Napoleons I. Handelsgesetzbuch. 1808
- Napoleons I ... Civilgerichtsordnung des Französischen Reichs: Nach der neuesten officiellen Ausgabe verdeutscht .. 1808
- Betrachtungen über die Strafgesetze: Aus dem französischen. 1796